# 圆羽蹄盖蕨
圆羽蹄盖蕨（学名：Athyrium clivicola var. rotundum）为蹄盖蕨科蹄盖蕨属下的一个变种。

## 扩展阅读
- 維基物種上的相關：圆羽蹄盖蕨